# Astatotilapia calliptera
Astatotilapia calliptera е вид бодлоперка от семейство Цихлиди (Cichlidae). Видът не е застрашен от изчезване.

## Разпространение
Разпространен е в Замбия, Зимбабве, Малави, Мозамбик и Танзания.